# Croton ikopae
Espèce
Classification APG III (2009)
Croton ikopae est une espèce de plantes à fleurs du genre Croton et de la famille des Euphorbiaceae présente sur la côte ouest de Madagascar.